# Christian Hadinata
Christian Hadinata  (* 11. Dezember 1949 in Purwokerto, Jawa Tengah, vormals bekannt als Tjhie Beng Goat) ist ein ehemaliger indonesischer Badmintonspieler vom PB Djarum. Christian Hadinatas und Rudy Hartonos Ehefrauen, Yoke Anwar und Jane Anwar, sind Schwestern.

## Karriere
Christian Hadinata war einer der bedeutendsten Doppelspieler in dieser Sportart in den 1970er Jahren. 1974 belegte Hadinata Platz zwei bei den Asienspielen mit Ade Chandra im Herrendoppel. 1972 und 1973 siegte er bei den All England, den damaligen inoffiziellen Weltmeisterschaften, ebenfalls im Doppel mit Ade Chandra.
1973 und 1976 siegte er mit dem indonesischen Team im Thomas Cup. Bei Olympia 1972, wo Badminton als Demonstrationssportart ausgetragen wurde, gewann er das Finale mit Ade Chandra gegen Ng Boon Bee und Punch Gunalan in drei Sätzen. 1977 wurde er mit Chandra Vizeweltmeister bei der 1. Badminton-WM hinter seinen Landsleuten Tjun Tjun und Johan Wahjudi. 1980 schaffte er es ganz nach oben, und das sowohl im Doppel als auch im Mixed.

## Erfolge
| Saison    | Veranstaltung                            | Disziplin    | Platz | Name                               |
| --------- | ---------------------------------------- | ------------ | ----- | ---------------------------------- |
| 1972      | All England                              | Herrendoppel | 1     | Christian Hadinata / Ade Chandra   |
| 1973      | All England                              | Herrendoppel | 1     | Christian Hadinata / Ade Chandra   |
| 1975      | All England                              | Herrendoppel | 2     | Christian Hadinata / Ade Chandra   |
| 1977      | All England                              | Herrendoppel | 2     | Christian Hadinata / Ade Chandra   |
| 1977      | Weltmeisterschaft                        | Herrendoppel | 2     | Ade Chandra / Christian Hadinata   |
| 1978      | All England                              | Herrendoppel | 2     | Christian Hadinata / Ade Chandra   |
| 1979      | All England                              | Mixed        | 1     | Christian Hadinata / Imelda Wiguna |
| 1979      | Canada Open                              | Mixed        | 1     | Christian Hadinata / Imelda Wiguna |
| 1979      | Canada Open                              | Herrendoppel | 1     | Christian Hadinata / Ade Chandra   |
| 1980      | All England                              | Mixed        | 2     | Christian Hadinata / Imelda Wiguna |
| 1980      | Weltmeisterschaft                        | Mixed        | 1     | Christian Hadinata / Imelda Wiguna |
| 1980      | Weltmeisterschaft                        | Herrendoppel | 1     | Ade Chandra / Christian Hadinata   |
| 1980      | Schweden: Internationale Meisterschaften | Herrendoppel | 1     | Ade Chandra / Christian Hadinata   |
| 1980/1981 | Denmark Open                             | Herrendoppel | 1     | Ade Chandra / Christian Hadinata   |
| 1981      | All England                              | Mixed        | 2     | Christian Hadinata / Imelda Wiguna |
| 1982      | Asienspiele                              | Herrendoppel | 1     | Icuk Sugiarto / Christian Hadinata |
| 1982      | Swedish Open                             | Herrendoppel | 1     | Christian Hadinata / Lius Pongoh   |